# Polypleurum stylosum
Polypleurum stylosum là một loài thực vật có hoa trong họ Podostemaceae. Loài này được (Wight) J.B. Hall miêu tả khoa học đầu tiên năm 1971.